# Gefrierpunktserniedrigung
Gefrierpunktserniedrigung (GPE) (auch Schmelzpunktserniedrigung (SPE) bzw. Schmelzpunktdepression (SPD)) bezeichnet das Phänomen, dass der Schmelzpunkt von Lösungen niedriger liegt als der Schmelzpunkt der reinen flüssigen Lösungsmittel.

## Definition
Die Gefrierpunktserniedrigung {\displaystyle \Delta T} ist für verdünnte Lösungen proportional zur Molalität b der Teilchen des gelösten Stoffes (d. h. zur Konzentration aller gelösten Teilchen des Stoffes in Mol pro Kilogramm Lösungsmittel und nicht zur Ausgangskonzentration des Stoffes):
{\displaystyle \Delta T=E_{n}\cdot b}
Dabei senkt sich der Gefrierpunkt pro Mol gelöstem Stoff pro Kilogramm Lösungsmittel um einen lösungsmittelspezifischen Wert.
Bei der Berechnung der Molalität der gelösten Stoffe ist zu beachten, dass z. B. Salze in wässriger Lösung dissoziieren. Kochsalz (NaCl) zerfällt z. B. in die Ionen Na+ und Cl−. Aus 1 mol Natriumchlorid entstehen also 2 mol Teilchen, und dieser Wert ist in oben angeführter Gleichung zu berücksichtigen. Das geschieht durch Multiplikation mit dem Van 't Hoff-Faktor {\displaystyle i}, der angibt, in wie viele Teilchen der gelöste Stoff durchschnittlich dissoziiert:
{\displaystyle \Delta T=E_{n}\cdot b\cdot i}
{\displaystyle E_{n}} ist die kryoskopische Konstante, die nur vom Lösungsmittel und nicht vom gelösten Stoff abhängt (bei Wasser als Lösungsmittel beträgt dieser Wert 1,86 (K·kg)/mol). Sie lässt sich aus dem Raoultschen Gesetz und der Clausius-Clapeyronschen Gleichung ableiten zu
{\displaystyle E_{n}=R{\frac {T_{g}^{2}}{L_{S}}}},
mit
- der Gaskonstanten {\displaystyle R}= 8,314472 J/(mol·K)
- dem Gefrierpunkt {\displaystyle T_{g}} des Lösungsmittels in K
- der spezifische Schmelzenthalpie {\displaystyle L_{S}} des Lösungsmittels in J/kg.

Diese Beziehung gilt nur für stark verdünnte Lösungen (Konzentrationen < 0,1 mol/L), bei höher konzentrierten Lösungen ist die Aktivität der Ionen und des Wassers zu beachten. Sehr stark konzentrierte Lösungen haben auch einen Tripelpunkt, bei der die Salzlösung gefriert, vorher friert nur Wasser aus der Lösung aus, die Lösung wird immer weiter aufkonzentriert.
Da der Gefrierpunkt jeweils genau um 1,86 K sinkt, wenn man ein Mol Teilchen in einem Kilogramm Wasser löst, wird die dazugehörige Temperaturdifferenz auch molare Gefrierpunktserniedrigung genannt. Dieser Effekt ist unabhängig von der Art des gelösten Stoffs, es handelt sich um eine kolligative Eigenschaft.
Auch der Siedepunkt von Lösungen hängt von der Molalität bzw. der Konzentration der gelösten Stoffe ab, er steigt. Man spricht hier von molarer Siedepunktserhöhung. Ursache für diese Effekte ist eine Erniedrigung des chemischen Potentials der Lösung gegenüber dem reinen Lösungsmittel durch die Mischungsentropie.

## Beispiele
| Lösungsmittel    | Gefrierpunkt in °C | Gefrierpunkterniedrigung in K kg / mol |
| ---------------- | ------------------ | -------------------------------------- |
| Wasser           | 0                  | −1,86                                  |
| Naphthalin       | 80,2               | −6,80                                  |
| Chloroform       | −63,5              | −4,68                                  |
| Benzol           | 5,5                | −5,12                                  |
| Campher          | 179                | −39,7                                  |
| Ethanol          | −114,6             | −1,99                                  |
| Cyclohexan       | 6,4                | −20,2                                  |
| Tetrachlormethan | −23                | −30                                    |

## Hintergrund
Neben der Siedepunkterhöhung ist die Gefrierpunkterniedrigung eine weitere Folge, die mit dem verringerten Dampfdruck von Lösungen zusammenhängt.
Steht ein flüssiges Gemisch aus dem festen Stoff A und dem
Lösungsmittel B im Gleichgewicht mit dem festen Stoff A, so ergibt sich der Ansatz {\displaystyle \mu _{A,l}=\mu _{A,s}} (mit {\displaystyle \mu } als Chemisches Potential). Es gilt weiterhin für die Differentiale {\displaystyle \mathrm {d} \mu _{A,l}=\mathrm {d} \mu _{A,s}}.
Hierbei bezeichnet der Index {\displaystyle l} die flüssige Phase, während {\displaystyle s} die feste Phase kennzeichnet. Aus obiger Gleichung lassen sich die totalen Differentiale aufstellen:
{\displaystyle V_{A,l}\cdot \mathrm {d} p-S_{A,l}\cdot \mathrm {d} T+R\cdot T\cdot \mathrm {d} \ln x_{A}=V_{A,s}\cdot \mathrm {d} p-S_{A,s}\cdot \mathrm {d} T}
wobei {\displaystyle x} der Molenbruch des gelösten Stoffes im Lösungsmittel ist. Arbeitet man bei konstantem Druck, nimmt die Gleichung die vereinfachte Form an:
{\displaystyle (S_{A,l}-S_{A,s})\mathrm {d} T=R\cdot T\cdot \mathrm {d} \ln x_{A}}
Die Differenz der Entropie des festen und des flüssigen Zustandes ({\displaystyle S_{A,l}-S_{A,s}}) entspricht der molaren Schmelzentropie der Substanz A. Diese Größe lässt sich als {\displaystyle \Delta H_{\text{Schm.}}/T_{\text{Schm.}}} beschreiben.

Gefrierpunkterniedrigung ΔT in einem p,T-Diagramm

Als {\displaystyle T_{\text{Schm.}}} wird die Schmelzpunkttemperatur der reinen festen Phase bezeichnet. Setzt man diesen Zusammenhang in die obige Gleichung ein und integriert zwischen den Grenzen der Temperaturen {\displaystyle T_{\text{Schm.}}} und T bzw. 1 und dem Molenbruch {\displaystyle x_{A}}, so ergibt sich:
{\displaystyle \int _{T}^{T_{\text{Schm.}}}{\frac {\Delta H_{\text{Schm.}}}{R\cdot T^{2}}}\mathrm {d} T=\int _{1}^{x_{A}}\mathrm {d} \ln x_{A}}
{\displaystyle {\frac {\Delta H_{\text{Schm.}}}{R}}\cdot \left[{\frac {1}{T}}-{\frac {1}{T_{\text{Schm.}}}}\right]=\ln x_{A}}
mit {\displaystyle x_{A}=1-x_{B}} und {\displaystyle \lim _{x_{B}\rightarrow 0}^{}\ln(1-x_{B})=-x_{B}} und {\displaystyle T_{\text{Schm.}}-T=\Delta T} erhält man die Gleichung
{\displaystyle {\frac {\Delta H_{\text{Schm.}}}{R}}\cdot {\frac {\Delta T}{T\cdot T_{\text{Schm.}}}}=x_{B}}
Ersatz von {\displaystyle x_{B}} durch {\displaystyle {\frac {n_{B}}{n}}}, wobei {\displaystyle n\approx n_{A}} und {\displaystyle n_{B}={\frac {m_{B}}{M_{B}}}} bzw. {\displaystyle n_{A}={\frac {m_{A}}{M_{A}}}} ist, führt bei Einführung von Molalitäten auf die folgenden Gleichungen (mit {\displaystyle T\cdot T_{s}\approx T_{s}^{2}}):
{\displaystyle \Delta T=K_{\text{kry}}\cdot {\frac {m_{B}}{M_{B}\cdot m_{A}}}}
mit
{\displaystyle K_{\text{kry}}={\frac {M_{A}\cdot R\cdot T_{\text{Schm.}}^{2}}{\Delta H_{\text{Schm.}}}}}
Durch Umformen der Gleichung kann man die molare Masse des gelösten Stoffes aus der beobachteten Gefrierpunkterniedrigung bestimmen. Es gilt:
{\displaystyle M_{B}=K_{\text{kry.}}\cdot {\frac {m_{B}}{m_{A}\cdot \Delta T}}={\frac {M_{A}\cdot R\cdot T_{\text{Schm.}}^{2}}{\Delta H_{\text{Schm.}}}}\cdot {\frac {m_{B}}{m_{A}\cdot \Delta T}}}

## Anwendungen
- Eine praktische Anwendung der Gefrierpunkterniedrigung gibt es im Winter, wenn Tausalz (Natriumchlorid) bei Minusgraden auf Eis- und Schneeflächen ausgebracht wird. Eine gesättigte Kochsalzlösung hat einen Gefrierpunkt von −21 °C, das Lösen des Salzes ergibt eine flüssige Salzlösung, das Eis taut auf.
- Zur Herstellung einer Kältemischung (in einem chemischen Labor oder früher bei der Speiseeis-Erzeugung) werden Eis-Kochsalz-Gemische eingesetzt. Die Schmelzenthalpie wird dabei dem Kochsalz-Eis-Wasser-Gemisch entzogen, die Mischung kühlt sich ab.
- Der Zusatz von Kryolith verringert die Schmelztemperatur von Aluminiumoxid bei der Aluminiumherstellung nach dem Hall-Héroult-Verfahren.
- Aus der Gefrierpunkterniedrigung lässt sich die Molekularmasse des gelösten Stoffes bestimmen.[1] Das Messverfahren hierzu bezeichnet man als Kryoskopie.[2] Diese Methode der Molmassenbestimmung fand vor allem früher breite Anwendung in der organischen und anorganischen Chemie, wenn es galt, die molare Massen neu-synthetisierter oder isolierter Verbindungen zu bestimmen. Dazu werden nach Möglichkeit Lösungsmittel ausgesucht, die eine große kryoskopische Konstante aufweisen. Heutzutage erfolgt die Molmassenbestimmung meist massenspektrometrisch.